# Xyphoes Fantasy
Xyphoes Fantasy est un jeu vidéo de type plates-formes et combat, édité en 1991 par Silmarils pour Amstrad CPC.

## Scénario
Au pays de Norem, une armée de guerriers, les Skulls, ont fait perdre ses pouvoirs à un magicien. Celui-ci vous confie la mission de traverser Norem pour en expulser les Skulls et vaincre leur chef, Kan.

## Système de jeu
Le jeu comporte 4 niveaux : dans le premier, le joueur rassemble des objets qui lui serviront à mettre un terme au règne des Skulls. Dans le deuxième, le joueur se bat à l'épée à la manière de Barbarian.
Le joueur progresse ensuite à cheval en ramassant à nouveau divers objets. Dans le dernier niveau, le joueur combat à nouveau à l'épée.

## Accueil
Le jeu reçoit un bon accueil de la presse spécialisée. Amstrad 100% lui donne la note de 90% et User lui donne 85%.
Les critiques considèrent le jeu comme une prouesse technique et comme le Shadow of the beast du CPC dont il s'inspire d'ailleurs : il comporte des images en plein écran, rares sur CPC, des sprites de grandes dimensions, des scrollings fluides et des graphismes et des sons très riches.